# Eburodacrys punctipennis
Eburodacrys punctipennis là một loài bọ cánh cứng trong họ Cerambycidae.